# Apostasia (orquídea)
Apostasia é um género botânico composto por sete espécies terrestres  do sudeste asiático, pertencente à família das orquídeas (Orchidaceae). Com flores pouco vistosas, são das poucas orquídeas cujo labelo não é muito diferente das outras duas pétalas e que apresentam dois estames não totalmente adnatos à coluna e sem a(s) antera(s) situada(s) no ápice do ginostêmio, em vez de um estame totalmente adnato e com antera apical na coluna, que é a característica mais comum em orquídeas mais derivadas. Trata-se de um dos gêneros mais primitivos de orquídeas que primeiro divergiu do grupo majoritário.

## Etimologia
Apostasia vem do grego e significa separação ou divórcio em referência à grande diferença que separa a estrutura floral deste gênero de todas as outras orquídeas.

## Dispersão
São sete espécies terrestres dispersas por ampla área do sudeste asiático, compreendidas na região formada pelo nordeste da Austrália, nordeste da Índia e Japão, com centro de dispersão em Bornéu onde ocorrem cinco espécies. Podem ser encontradas do nível do mar até 1.700 metros de altitude, habitando o solo de florestas úmidas primárias e secundárias.

## Descrição

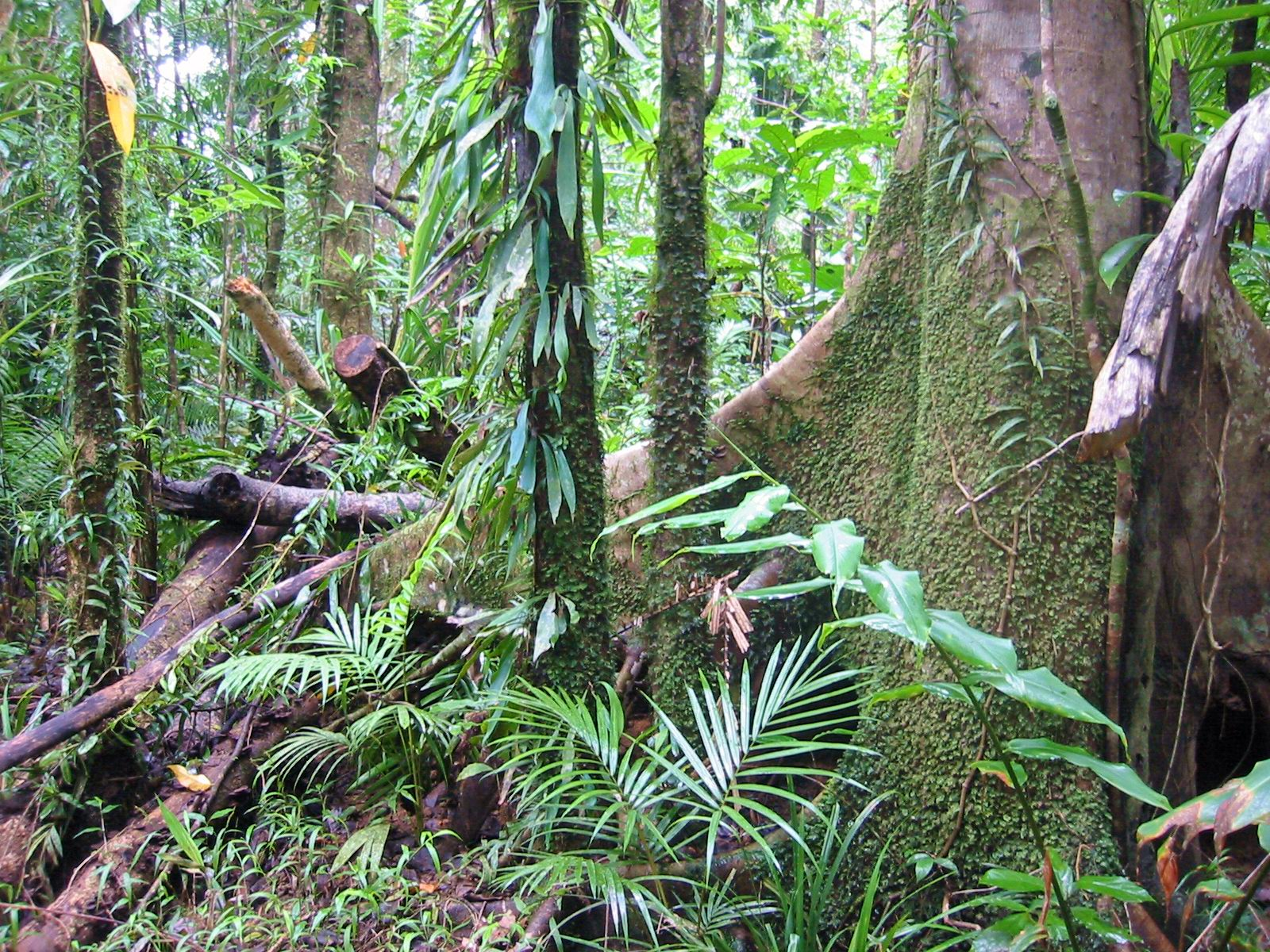
Floresta Daintree, em Queensland, Austrália.
Exemplo do tipo de habitat preferido pelas Apostasia

Plantas eretas, cujas alongadas raízes produzem pequenos tubérculos. O rizoma é recoberto de pequenas escamas; o caule é fino e usualmente ramificado; as folhas inferiores normalmente caducas, todas espaçadas ao longo do caule, são finas, lisas e estreitas; as inflorescências paniculadas, arqueadas ou pendentes, comportando até trinta pequenas flores, brancas ou amarelas, que não resupinam; o labelo das flores é praticamente igual às sépalas.
Neuwiedia o único outro gênero classificado na subfamília Apostasioideae tem três estames férteis. Apostasia têm dois, em vez de somente um, como quase todas as outras orquídeas. A presença de dois ou três estames nessas espécies é uma autapomorfia, caractere derivado que está presente, exclusivamente, em um único táxon terminal de um determinado cladograma. Serve como distinção entre espécies por exemplo, por tal caractere não ser encontrado em mais de uma ou algumas delas.
Uma espécie australiana é capaz de autopolinizar-se, nas outras espécies a polinização dá-se quando seu pólen solta-se com a vibração das asas dos insetos.

## Taxonomia
Apostasia já esteve classificada em sua própria família de plantas, Apostasiaceae, à parte das orquídeas, grupo do qual análises moleculares demonstram ser irmã. Atualmente a maioria dos taxonomistas considera melhor classificar este gênero em uma subfamília (Apostasioideae) de Orchidaceae.
O gênero divide-se em duas secções, uma de flores que apresentam estaminódio, outra sem.
As Apostasia nuda, Apostasia elliptica e Apostasia latifolia não apresentam estaminódio. Essa ausência é uma apomorfia, ou seja, uma característica mais recente derivada de uma característica primitiva de uma espécie ancestral. As outras espécies de Apostasia apresentam um estaminódio homólogo ao único estame das orquídeas monandras. A presença do estaminódio é uma plesiomorfia, característica considerada primitiva que foi modificada em outra mais recente, a coluna, dentro da linhagem dessa família de plantas.

## Espécies

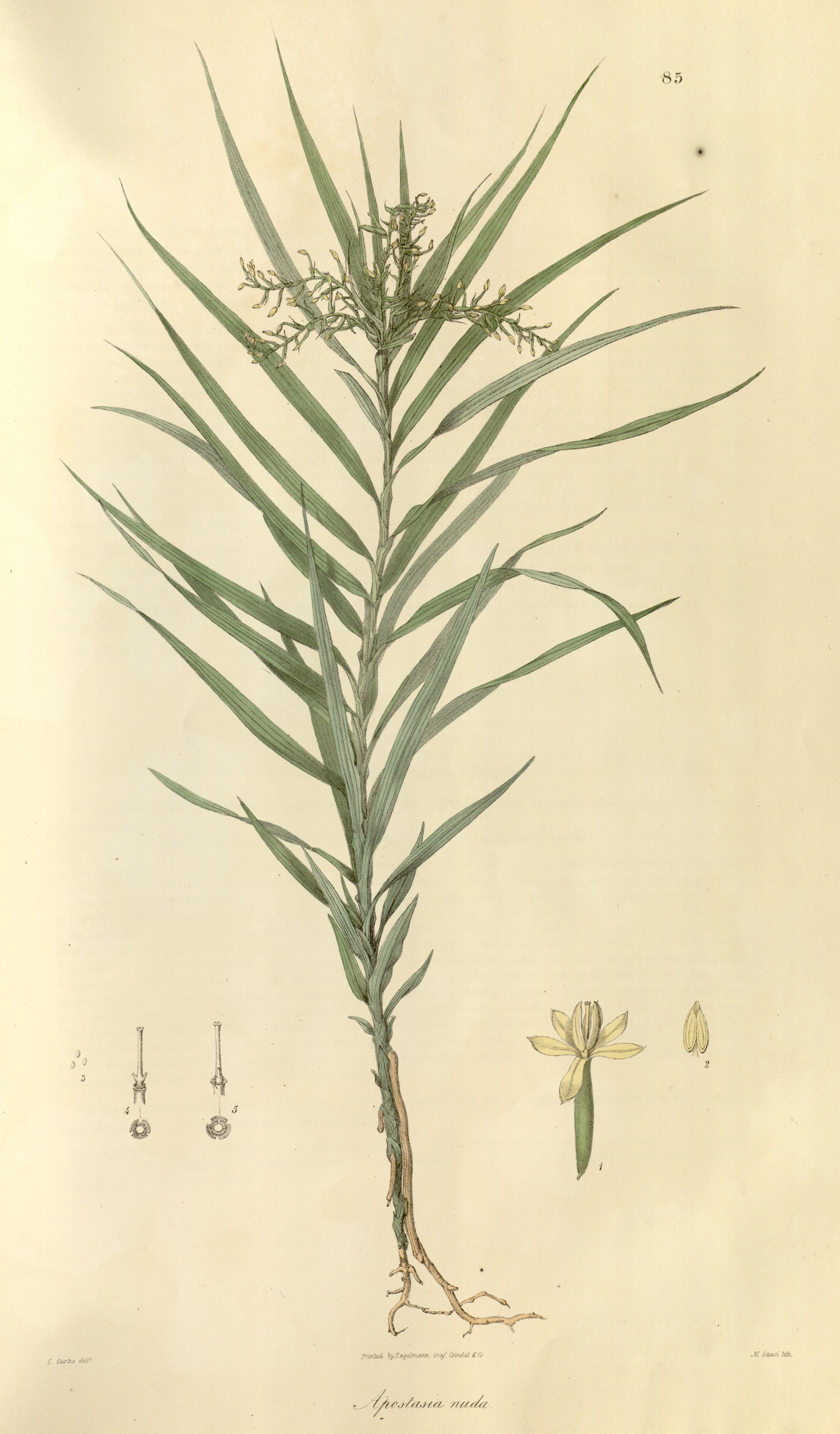
Apostasia nuda

1. Apostasia elliptica J.J.Sm., Bull. Jard. Bot. Buitenzorg, III, 2: 15 (1920).
2. Apostasia latifolia Rolfe, J. Linn. Soc., Bot. 25: 242 (1889).
3. Apostasia nuda R.Br. in N.Wallich, Pl. Asiat. Rar. 1: 76 (1830).
4. Apostasia odorata Blume, Bijdr.: 423 (1825).
5. Apostasia parvula Schltr., Bull. Herb. Boissier, II, 6: 295 (1906).
6. Apostasia ramifera S.C.Chen & K.Y.Lang, Acta Phytotax. Sin. 24: 349 (1986).
7. Apostasia shenzhenica  Z.J.Liu & L.J.Chen, Pl. Sci. J. 29: 39 (2011).
8. Apostasia wallichii R.Br. in N.Wallich, Pl. Asiat. Rar. 1: 75 (1830).